# Huys met de treppen

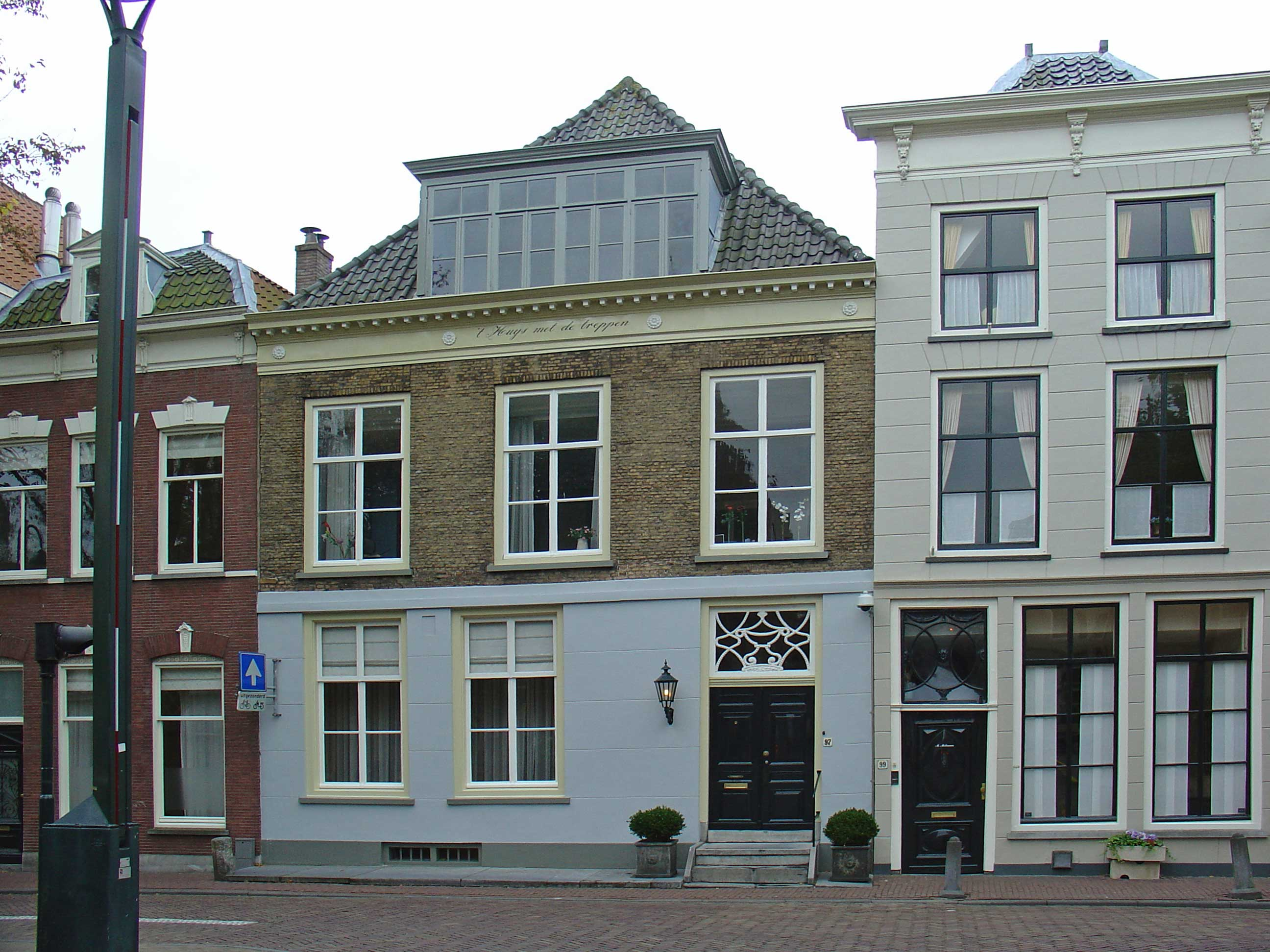
t Huys met de treppen, een grachtenpand aan de Hoge Gouwe 97 te Gouda

't Huys met de treppen is een monumentaal grachtenpand aan de Hoge Gouwe 97 in Gouda.
In 1835 kocht Abraham Goedewaagen het statige grachtenpand 't Huys met de treppen aan de Gouwe te Gouda. Hij was al twaalf jaar in het bezit van de naastgelegen woning Het Dubbele Kruis. Door de aanschaf van deze woning kon hij het bedrijfsgedeelte voor zijn pijpmakerij op de verdieping van beide panden vergroten. Gaandeweg werd de bedrijfsruimte verder vergroot door aanschaf van het pand Hoge Gouwe 101 en de achter deze woningen gelegen panden aan de Raam. Hierdoor werd een conglomeraat aan bedrijfsruimtes gevormd voor het bedrijf Goedewaagen. In 1884 werd de productie van pijpen verplaatst naar de overzijde van de Raam, waar de firma Goedewaagen een pottenbakkerij bezat (in 1909 werd het bedrijf in zijn geheel verplaatst naar het Jaagpad in Gouda).
Het pand met een lijstgevel van IJsselsteen en een stoep met traptreden, waar het pand zijn naam aan dankt, is erkend als rijksmonument.